# Xian de Shengsi
Le xian de Shengsi (嵊泗县 ; pinyin : Shèngsì Xiàn) est un district administratif de la province du Zhejiang en Chine. Il est placé sous la juridiction administrative de la ville-préfecture de Zhoushan.

## Démographie
La population du district était de 85 264 habitants en 1999.